# Suzuki Suzulight
Suzulight — торговая марка кей-каров, выпускавшихся с 1955 по 1969 год японской компанией Suzuki Motor Corporation.

## Suzulight SF
Серия Suzulight SF (Suzuki Four-wheel car) была представлена в октябре 1955 года (разработка началась в январе 1954 года). Компоновка автомобилей — переднеприводная.
Автомобили оснащались двухтактным двигателем объёмом 359,66 см3, ход поршня которого составлял 66,0 мм. Расположение двигателя — поперечное.
Автомобили Suzulight SF имели барабанные тормоза по всему периметру. Длина — 2990 мм, ширина — 1295 мм, высота — 1400 мм, колёсная база — 2000 мм, колея передних и задних колёс — 1050 мм. Дизайн был разработан основателем компании — Митио Судзуки. Кузова:
- Suzulight SS (седан) — ¥420,000 (всего было выпущено 43 модели)[7]
- Suzulight SL (универсал) — ¥390,000
- Suzulight SP (пикап) — ¥370,000

SD Delivery Van дебютировал в ноябре 1955 года. В апреле 1956 года диаметр цилиндра двигателя был увеличен до 59 мм, рабочий объём — до 360,88 см3, мощность — до 13 кВт (18 л. с.).

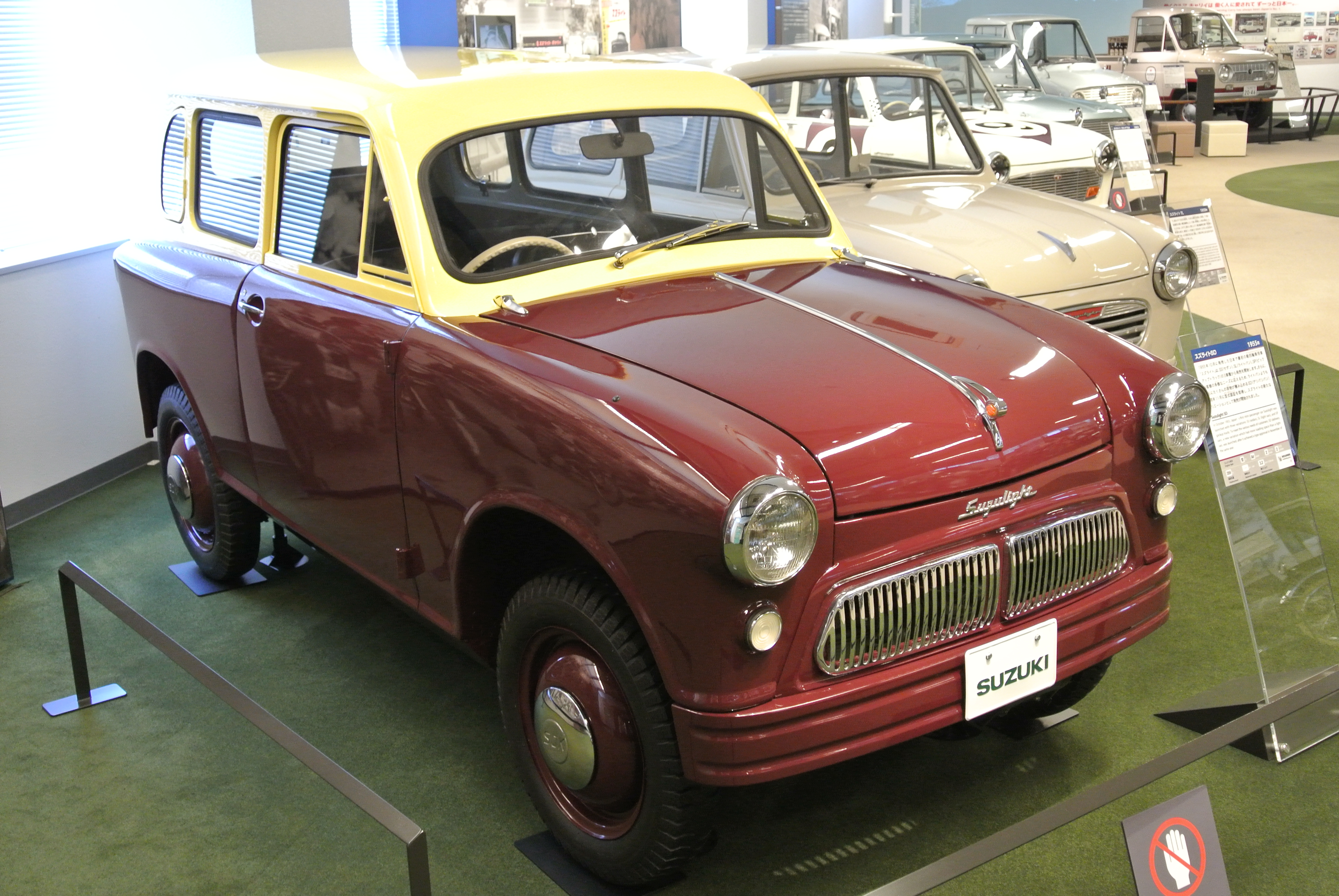
Suzulight SD
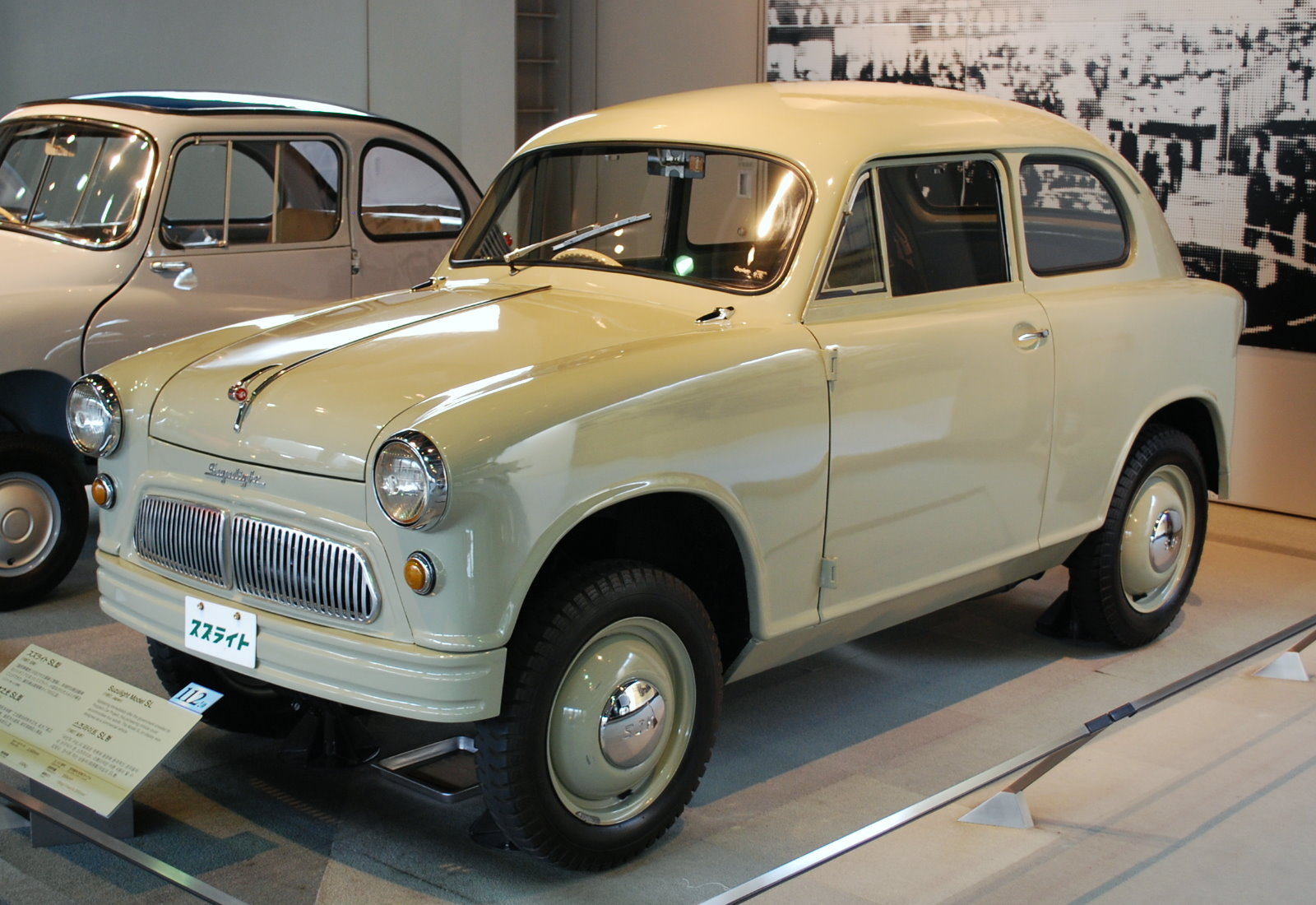
1957 Suzulight SL Light Van

### Технические характеристики
| Suzulight SF                  | Suzulight SF                                                 | Suzulight SF                                                 |
| ----------------------------- | ------------------------------------------------------------ | ------------------------------------------------------------ |
| Модель                        | 1955 Suzulight SS Sedan                                      | 1958 Suzulight SF Light Van                                  |
| Двигатель                     | Рядный двухцилиндровый, двухтактный, с воздушным охлаждением | Рядный двухцилиндровый, двухтактный, с воздушным охлаждением |
| Диаметр цилиндра и ход поршня | 58,9 мм × 66,0 мм                                            | 59,0 мм × 66,0 мм                                            |
| Объём                         | 359,66 см3                                                   | 360,88 см3                                                   |
| Мощность                      | 12 кВт (16 л. с.) при 4000 об/мин                            | 13 кВт (18 л. с.) при 4000 об/мин                            |
| Крутящий момент               | 31 Н⋅м при 2800 об/мин                                       | 31 Н⋅м при 3200 об/мин                                       |
| Масса                         | SS/SL/SD: 520 кг (SP: 500 кг)                                | 500 кг                                                       |
| Трансмиссия                   | 3-скор. МКПП, передний привод                                | 3-скор. МКПП, передний привод                                |
| Подвеска (передняя/задняя)    | Пружинная, на двойных поперечных рычагах                     | Горизонтальная рессорная                                     |
| Шины                          | 4.00-16-4PR                                                  | 4.50-14-4PR                                                  |
| Максимальная скорость         | 85 км/ч (у коммерческих автомобилей: 80 км/ч                 | 80 км/ч                                                      |

## Suzulight 360

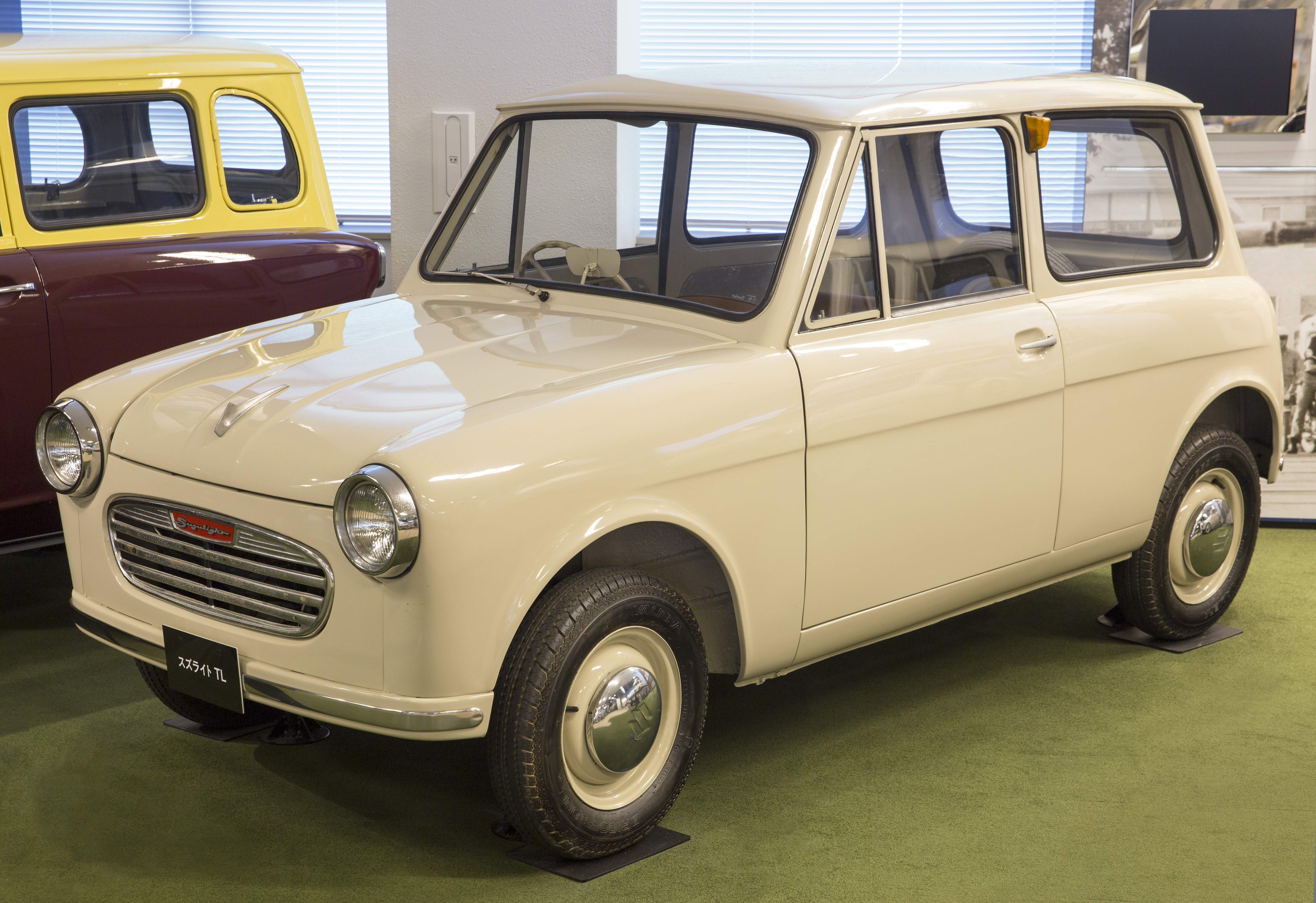
1960—1961 Suzulight 360 Van (TL II)

Suzulight TL был представлен в июле 1959 года. Продажи модели начались в октябре того же года. Автомобиль оснащался двигателем объёмом 360 см3, мощностью 15 кВт (21 л. с.). Коробка передач — трёхступенчатая механическая. В 1961 году был представлен Suzulight TL II, а в октябре того же года — TL III. С марта 1963 года автомобили оснащались двухтактным двухцилиндровым двигателем FE объёмом 359 см3. В январе 1969 года автомобили были сняты с производства.

## Suzulight Fronte

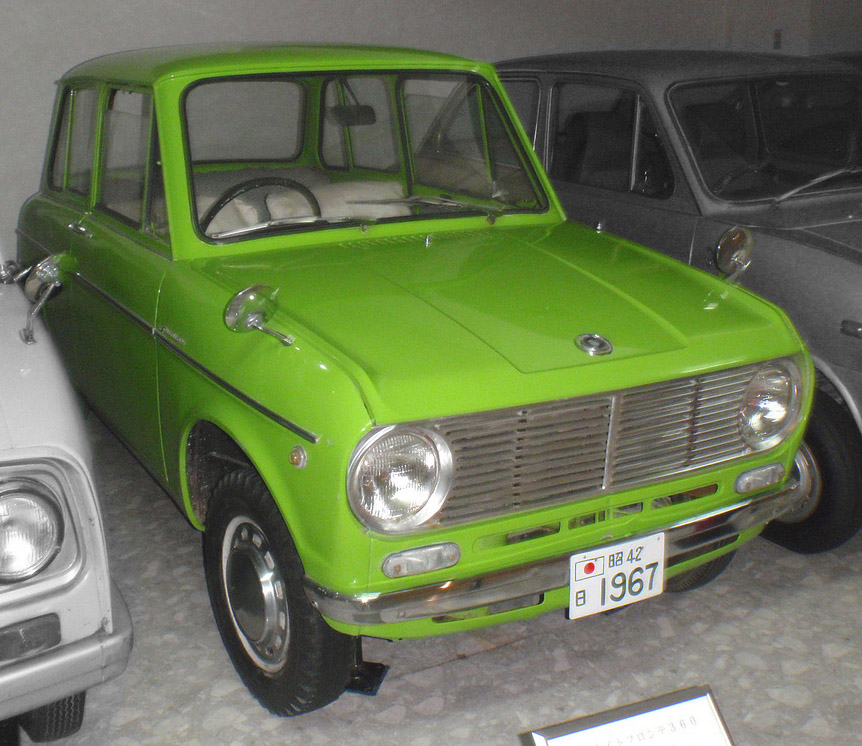
1967 Suzulight Fronte

Fronte TLA выпускался с марта 1962 по 1967 год.